# Vrij Vaderlandroute
De Vrij Vaderlandroute is een bewegwijzerde toeristische autoroute in de Westhoek in Vlaanderen. De 90,6 km lange route is bewegwijzerd met bruin-witte zeshoekige borden. De route loopt langs Veurne, Lo-Reninge, De Panne, Westvleteren. 